# Visitazione (Tintoretto Venezia)
La Visitazione è un dipinto del pittore veneziano Tintoretto realizzato circa nel 1588 e conservato nella Scuola Grande di San Rocco a Venezia. 

## Descrizione e stile

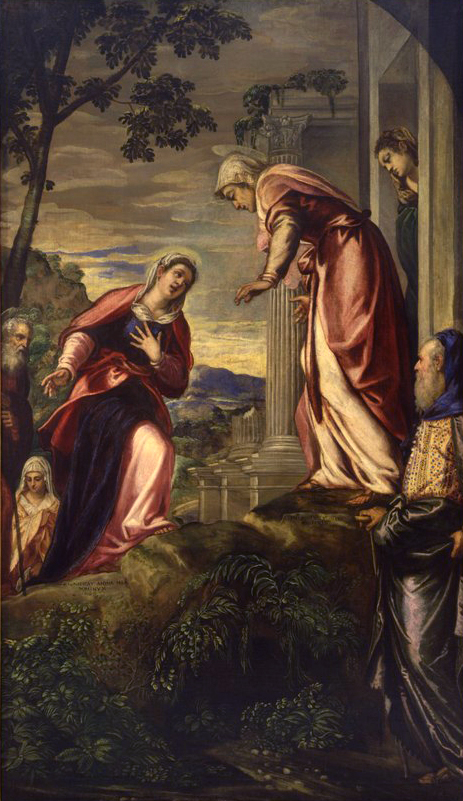
Altro dipinto di Tintoretto sul tema della Visitazione, 1550 circa, Pinacoteca Nazionale di Bologna (già nella chiesa bolognese sconsacrata di San Pietro Martire)

Il dipinto rappresenta l'episodio evangelico della visita di Maria Vergine, incinta di Gesù, a sua cugina Santa Elisabetta, molto più anziana, la quale attendeva a dare alla luce  San Giovanni Battista.
Maria e Elisabetta, inclinata oramai su Maria, sono poste nella parte centrale con un abbigliamento voluminoso abbastanza rilevante in quanto occupa gran parte della composizione. 
Con le mani si abbracciano (a differenza della Visitazione di Bologna). I mariti sono in parte alle loro mogli: San Giuseppe è seduto sotto un albero mentre San Zaccaria è in piedi ma leggermente inclinato  con le mani si attacca al bastone per sorreggersi; erboso è il suolo pianeggiante.